# 博胡米尔·库德尔纳
博胡米尔·库德尔纳（捷克語：Bohumil Kudrna，1920年3月15日—1991年2月11日），捷克男子皮划艇运动员。他曾代表捷克斯洛伐克参加1948年和1952年夏季奥林匹克运动会皮划艇比赛，获得一枚金牌和一枚银牌。